# Marta de coll groc
La marta de coll groc o el mart de gorja groga (Martes flavigula) és una espècie de mamífer de la família dels mustèlids que es troba a la Xina, l'Índia, Indonèsia (Sumatra, Java i Borneo), Corea del Nord, Corea del Sud, el Pakistan, Rússia, Taiwan i el Vietnam.

## Subespècies
- Martes flavigula aterrima (Pallas, 1811).[4] Sibèria oriental[5]
- Martes flavigula borealis (Radde, 1862).[6] Euràsia[7]
- Martes flavigula chrysospila (Swinhoe, 1866).[8] Taiwan[5]
- Martes flavigula flavigula (Boddaert, 1785).[9] Himàlaia i Àsia oriental[5]
- Martes flavigula hainana (Hsu i Wu, 1981).[10] Àsia[7]
- Martes flavigula henrici (Schinz, 1845).[11] Sumatra[5]
- Martes flavigula indochinensis (Kloss, 1916).[12] Àsia[7]
- Martes flavigula peninsularis (Bonhote, 1901).[13] Euràsia[5]
- Martes flavigula robinsoni (Pocock, 1936).[14] Illa de Java[5]
- Martes flavigula saba (Chasen i Kloss, 1931).[15] Borneo.[5][16]